# منطقة جانجانجار
جانجانجار رمزها «GA» (بالإنجليزية: Ganganagar)‏ ، هو تقسيم إداري لدولة الهند تتبع ولاية راجاستان (بالإنجليزية: Rajasthan)‏ ، مركزها هو مدينة جانجانجار (بالإنجليزية: Ganganagar)‏ عدد سكانها حسب تعداد سنة 2001 هو 1,788,487 ، مساحتها 7,984 كم² وكثافة السكان 224 لكل كم² .